# Рашка епархија
Рашка епархија је древна српска православна епархија, која је постојала од почетка 11. до почетка 19. века. Средишња област ове епархије налазила се у Рашкој жупи, на простору око Старог Раса. Рашка епископија је првобитно била у саставу Охридске архиепископије, а почевши од 1219. године њено подручје се налазило у саставу новоустановљене српске аутокефалне Жичке архиепископије и потоње Пећке патријаршије. У раздобљу од 1557. до 1766. године, била је једна од најзначајнијих епархија у саставу обновљене Српске патријаршије, а тадашњи рашки јерарси су носили почасни наслов митрополита. Поједини рашки митрополити су бирани и на положај српског патријарха. Након укидања Пећке патријаршије (1766), Рашка епархија је потпала под управу Цариградске патријаршије, која је 1808. године ову епархију спојила са Призренском епархијом, чиме је створена обједињена Рашко-призренска епархија.

## Историја
Археолошки налази из позноантичког периода сведоче о присуству раног хришћанства у широј области око слива реке Рашке. Извори из 6. века сведоче да је за време владавине византијског цара Јустинијана I (527—565) на том подручју постојао утврђени град Арса (лат. Arsa). Почевши од 535. године, та област се налазила под јурисдикцијом Архиепископије Јустинијане Приме. Археолошки остаци црквених грађевина из тог периода пружају основу за претпоставку о постојању епископије, која је свакако пропала током сеобе народа. Такође постоји претпоставка да је та епископија обновљена након покрштавања Срба и учвршћивања хришћанства у Кнежевини Србији, током 9. или 10. века.
Изричита потврда о постојању епархије на том подручју потиче са почетка 11. века, пошто се Рашка епископија почевши од 1019. године налазила у саставу Охридске архиепископије. Током 11. и 12. века, Рашка епархија је била најзначајнија црквена установа у великожупанској Србији.
Посебну важност је добила за време владавине великог жупана Стефана Немање (1166-1196), а почевши од 1219. године, њено подручје се налазило у саставу аутокефалне Жичке архиепископије.
За време турске власти, Рашка епархија је била једна од најзначајнијих епархија у саставу обновљене Српске патријаршије (1557—1766), а тадашњи рашки архијереји носили су почасни наслов митрополита. Поједини рашки митрополити су доспели и до положаја српског патријарха, као на пример Гаврило I Рајић и Арсеније IV Јовановић. Подручје ове епархије је тешко пострадало крајем 17 века, у време Велике сеобе Срба (1690) под патријархом Арсенијем III, а додатно је пострадало 1737. године, за време нове сеобе, под патријархом Арсенијем IV. Митрополит рашки и новопазарски Јефтимије Дамњановић је 1737. године са Патријархом Шакабентом прешао у Аустрију. Тамо је "конфирмиран" од стране цара Карла, преко дворског ратног савета и камаре 1739. године за епископа вршачког.
Након укидања Пећке патријаршије од стране фанариота (1766), Рашка епархија је потпала под непосредну управу Цариградске патријаршије, која је 1808. године ову епархију спојила са Призренском епархијом, чиме је створена обједињена Рашко-призренска епархија.
Након 1999. године, покренути су предлози за обнављање посебне Рашке епархије. Ово питање је разматрао и од стране Светог архијерејског сабора СПЦ који је на пролећном заседању 2011. године усвојио закључак о постојању оправданих пастирских разлога за будућу обнову древне Рашке епархије. Спровођење овог закључка је одожено до наступања повољнијих прилика.